# PSA Super Series Finals 1999/00
Die 7. PSA Super Series Finals der Herren fanden vom 5. bis 9. Juni 2000 in London, England statt. Das Squashturnier war Teil der PSA Tour 1999/00.
Titelverteidiger war Peter Nicol, der auch in dieser Saison das Turnier gewann. Im Endspiel setzte er sich gegen Simon Parke mit 13:15, 15:9, 15:12, 12:15 und 15:12 durch. Dies war Nicols zweiter Titel bei diesem Turnier nach 1999, während Parke wie schon 1998 das Finalspiel verlor.

## Ergebnisse

### Gruppe A

#### Tabelle
| Pos. | Setzliste | Spieler      | Spiele | Sätze | Punkte  |
| ---- | --------- | ------------ | ------ | ----- | ------- |
| 1    | 1         | Peter Nicol  | 3:0    | 9:3   | 163:122 |
| 2    | 3         | Ahmed Barada | 2:1    | 8:4   | 115:107 |
| 3    | 9         | Alex Gough   | 1:1    | 4:3   | 92:90   |
| 4    | 7         | Anthony Hill | 0:3    | 0:9   | 77:137  |
| 5    | 5         | Martin Heath | 0:1    | 1:3   | 21:14   |

#### Ergebnisse
| Spieler      | Spieler      | Ergebnis                       |
| ------------ | ------------ | ------------------------------ |
| Peter Nicol  | Anthony Hill | 15:8, 15:5, 15:8               |
| Martin Heath | Ahmed Barada | 15:8, 6:6 Aufgabe              |
| Ahmed Barada | Anthony Hill | 15:10, 15:7, 15:7              |
| Peter Nicol  | Alex Gough   | 13:15, 15:8, 15:9, 15:13       |
| Alex Gough   | Anthony Hill | 15:9, 17:15, 15:8              |
| Peter Nicol  | Ahmed Barada | 15:6, 10:15, 15:9, 7:15, 15:11 |

### Gruppe B

#### Tabelle
| Pos. | Setzliste | Spieler        | Spiele | Sätze | Punkte  |
| ---- | --------- | -------------- | ------ | ----- | ------- |
| 1    | 4         | Simon Parke    | 3:0    | 9:4   | 175:153 |
| 2    | 2         | Jonathon Power | 2:1    | 7:4   | 137:120 |
| 3    | 6         | Paul Johnson   | 1:2    | 5:7   | 139:154 |
| 4    | 8         | David Evans    | 0:3    | 3:9   | 143:167 |

#### Ergebnisse
| Spieler        | Spieler        | Ergebnis                          |
| -------------- | -------------- | --------------------------------- |
| Simon Parke    | Paul Johnson   | 15:12, 17:16, 7:15, 15:10         |
| Jonathon Power | David Evans    | 15:12, 15:13, 15:10               |
| Simon Parke    | David Evans    | 14:15, 15:10, 15:10, 11:15, 15:11 |
| Jonathon Power | Paul Johnson   | 15:14, 15:9, 8:15, 15:6           |
| Simon Parke    | Jonathon Power | 15:11, 12:15, 15:11, 9:2 Aufgabe  |
| Paul Johnson   | David Evans    | 7:15, 15:10, 15:8, 15:14          |

### Halbfinale
| Spieler     | Spieler        | Ergebnis         |
| ----------- | -------------- | ---------------- |
| Peter Nicol | Jonathon Power | 15:5 Aufgabe     |
| Simon Parke | Ahmed Barada   | 15:6, 15:6, 15:9 |

### Finale
| Spieler     | Spieler     | Ergebnis                         |
| ----------- | ----------- | -------------------------------- |
| Peter Nicol | Simon Parke | 13:15, 15:9, 15:12, 12:15, 15:12 |